# Herzogtum Kroatien
Das Herzogtum Kroatien (lateinisch ducatus Chroatorum, altgriechisch Χρωβατία, kroatisch Kneževina Hrvatska), auch Fürstentum Kroatien, zeitgenössisch auch Rotkroatien (lateinisch Croatia rubea), war ein mittelalterliches slawisches Herzogtum der Kroaten (kroatisch Kneževina Hrvata) vom 7.  bis ins 10. Jahrhundert. In der Geschichtsschreibung wird es auch als Dalmatinisches Kroatien (kroatisch Dalmatinska Hrvatska) oder Küstenländisches Kroatien (kroatisch Primorska Hrvatska) bezeichnet, in Abgrenzung zum sogenannten Pannonischen Kroatien (kroatisch Panonska Hrvatska), dem teils gleichzeitig existierenden kroatischen Herzogtum Unterpannonien.

## Herrscher
Das Herzogtum wurde von einem Knes (lateinisch dux) beherrscht, der wie im Mittelalter üblich seinen Herrschersitz wechselte; sodass dieser in Klis, Solin, Knin, Bijaći und Nin lag. Der Herrscher stammte meist aus dem Haus Trpimirović, von 864 bis 878 sowie von 879 bis etwa 892 auch aus dem Haus Domagojević.

## Geografie

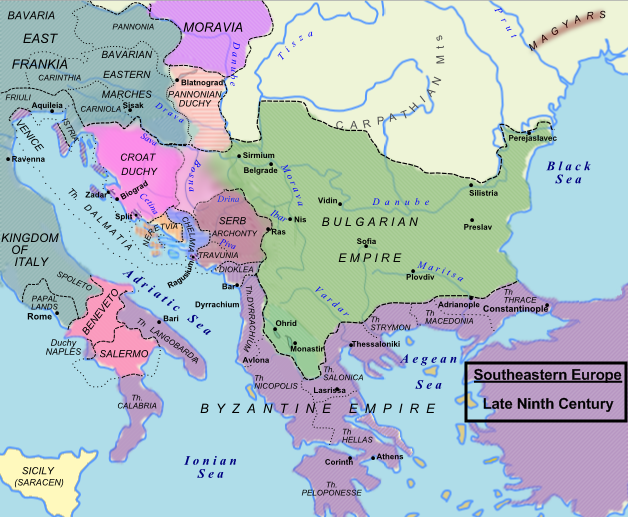
Das Herzogtum Kroatien um das Jahr 850 unter der Herrschaft Trpimirs I.

Das Herzogtum Kroatien umfasste den größten Teil des heutigen Dalmatien, vor allem das dalmatinische Hinterland und die Küste ohne die großen Küstenstädte, daneben Regionen des westlichen Bosnien und Montenegro.

## Geschichte
Das Herzogtum Kroatien entstand im 7. Jahrhundert in der ehemaligen römischen Provinz Dalmatien nach der Landnahme der Slawen auf dem Balkan.
Das Fränkische Reich sowie das Byzantinische Reich versuchten, Herrschaft über das Gebiet zu erlangen. Im Jahr 864 wurde unter Knes Trpimir I. das erste kroatische Bistum Nin gegründet, was dem Herzogtum Kroatien in religiösen Fragen eine gewisse Selbständigkeit einbrachte. Zunächst Vasallenstaat der Franken oder Byzantiner, wurde das Herzogtum Kroatien durch die Anerkennung des Knes Branimir durch Papst Johannes VIII. im Jahr 879 de facto unabhängig. In den ersten Jahrzehnten des 9. Jahrhunderts entwickelte sich eine Rivalität mit Venedig, die sich in den folgenden Jahrhunderten fortsetzte. Auch Kämpfe mit dem Bulgarischen Reich kamen vor, bis sich die Beziehungen verbesserten.
Knes Tomislav herrschte ab 910 über das Herzogtum Kroatien. Nach der Vereinigung mit dem binnenländischen Pannonischen Kroatien wurde Tomislav um 925 der Herrscher des dadurch entstandenen Königreichs Kroatien, welches unter ihm den Höhepunkt seiner Macht erreichte.